# Wikariusz generalny
Wikariusz generalny – duchowny (biskup pomocniczy lub kapłan) wyznaczony przez biskupa diecezjalnego do pomocy w zarządzaniu całą diecezją jako jego pełnomocnik; w zakonie franciszkańskim zastępca generała.
Do jego zadań należy pomoc biskupowi diecezjalnemu w zarządzaniu całą diecezją. Zazwyczaj ustanawiany jest jeden wikariusz generalny, lecz ze względu na wielkość diecezji, liczbę mieszkańców lub inne powody duszpasterskie może być ich więcej. Władza wykonawcza, czyli administracyjna, nadana wikariuszowi generalnemu przysługuje mu na mocy urzędu w całej diecezji i jest równoznaczna z władzą, jaką na mocy prawa posiada biskup diecezjalny. Biskup może jednak zastrzec sobie pewne sprawy tylko dla siebie. Wikariusz taki nie ma pełni władzy biskupiej (również sądowniczej i ustawodawczej), ale tylko wykonawczą.